# François Heersbrandt
François Heersbrandt, född 12 december 1989, är en belgisk simmare.
Heersbrandt tävlade för Belgien vid olympiska sommarspelen 2008 i Peking, där han blev utslagen i försöksheatet på 100 meter fjärilsim. Vid olympiska sommarspelen 2012 i London blev Heersbrandt utslagen i semifinalen på 100 meter fjärilsim.
Vid olympiska sommarspelen 2016 i Rio de Janeiro blev Heersbrandt utslagen i försöksheatet på 50 meter frisim.